# Sinterklaas en het Pakjes Mysterie
Sinterklaas en het Pakjes Mysterie is een Nederlandse jeugdfilm uit 2010, geregisseerd door Martijn van Nellestijn. Met hoofdrollen van Jeffrey Erens, Pamela Teves, Hetty Heyting, Wim Rijken, Inge Ipenburg, Harold Verwoert en Johnny Kraaijkamp jr.. De film is een vervolg op Sinterklaas en de Verdwenen Pakjesboot en Sinterklaas en het Geheim van het Grote Boek. De filmmakers kregen op 9 november de Gouden Film Award uitgereikt voor meer dan 100.000 bezoekers in de eerste weken.

## Verhaal
Elk jaar levert het weer logistieke problemen op om alle pakjes in december per boot van Spanje naar Nederland te krijgen. Daarom heeft Sinterklaas een oplossing bedacht: een geheime pakjesopslag in Nederland. Sinterklaas komt ‘s zomers per Pakjes-Boeing alvast naar Nederland, om de stand van zaken hiervan te controleren. De kapitein van de pakjesboot treedt op als piloot, al is hij niet erg ervaren in het besturen van een vliegtuig.
Wegens brandstofgebrek komt het vliegtuig in moeilijkheden. Wegens de onervarenheid van de piloot voert Sinterklaas persoonlijk een geslaagde noodlanding uit, op een snelweg. Incognito gaart de Sint de opslag inspecteren. Daar treft hij de Pieten aan die belast waren met het opslaan en de bewaking, maar er zijn geen pakjes. Ze hebben namelijk instructies ontvangen dat de opslag niet doorging. Deze blijken echter niet van de Sint afkomstig. Ook is de intocht geannuleerd, de betreffende burgemeester is boos hierover, maar ook dit is buiten de Sint om gebeurd.
Tante Til valt in voor de politiecommissaris, die overspannen is, en gaat samen met Agent de Bok en Inspecteur Jankers de zaak onderzoeken. Verdacht worden Dr. Brein, Joris en Boris, maar uiteindelijk blijken deze het niet gedaan te hebben. Ze hebben zich slechts beziggehouden met de exploitatie van een hotel op Schiermonnikoog. Diana en Chrisje Dakjes en Nathalie komen het hier aangeboden all-in-arrangement beoordelen. Veel van de faciliteiten zijn onder de maat, maar een optreden van Gerard Joling maakt veel goed.
Postpiet blijkt de problemen van de Sint veroorzaakt te hebben, omdat de intocht samen zou vallen met zijn verjaardag.

## Rolverdeling
| Personage                | Acteur/Actrice             |
| ------------------------ | -------------------------- |
| Sinterklaas              | Wim Rijken                 |
| Coole Piet Diego         | Harold Verwoert            |
| Postpiet                 | Jeffrey Erens              |
| Planpiet                 | Freek Commandeur           |
| Pakjespiet               | Alex van Bergen            |
| Pendulepiet              | Rowdy Wijnands / Allan Vos |
| Muziekpiet               | Wim Schluter               |
| Testpiet                 | Beryl van Praag            |
| Perspiet                 | Oscar Rookhuijzen          |
| Plaatjespiet             | Thomas Terstal             |
| Pieta                    | Martine van Os             |
| Pakhuispiet 1            | Sebastiaan de Graaf        |
| Pakhuispiet 2            | Rinze van der Woude        |
| Pakhuispiet 3            | Marc Giling                |
| Tante Til                | Hetty Heyting              |
| Agent de Bok             | Erik-Jan Slot              |
| Inspecteur Jankers       | Frederik de Groot          |
| Dé Commissaris           | Johnny Kraaijkamp jr.      |
| Dr. Brein                | Pamela Teves               |
| Joris                    | Martijn van Nellestijn     |
| Boris                    | Richard de Ruijter         |
| Diana Dakjes             | Inge Ipenburg              |
| Chrisje Dakjes           | Christian Nieuwenhuizen    |
| Nathalie                 | Lisa Lumeij                |
| Meneer Gerard            | Gerard Joling              |
| Meneer Tober             | Ronnie Tober               |
| Meneer Vlemmix           | Johan Vlemmix              |
| Hare Majesteit           | Wieteke van Dort           |
| Stylist                  | Hugo Metsers               |
| Govert Glinster          | Joep Sertons               |
| Piloot v/d Pakjes Boeing | Frans Bauer                |
| Moeder                   | Annick Boer                |
| Dochter                  | Kimberly Verwoert          |
| Burgemeester             | Rob van de Meeberg         |
| Assistente burgemeester  | Kiki Classen               |
| Verslaggever             | Bart Ettekoven             |

## Titelsong
De titelsong "Het Pakjesmysterie" is wederom gezongen en geschreven door Harold Verwoert die de rol van Diego vertolkt. Verder zingen Joris en Boris het nummer "We blijven voor altijd bij elkaar" gezongen door Martijn van Nellestijn en Richard de Ruijter

## Gouden film
Op 24 oktober 2010 ontvingen o.a regisseur Martijn van Nellestijn en zanger Frans Bauer een Gouden Film omdat de film in de bioscoop het bezoekersaantal van 100.000 of meer wist te behalen.